# Охім
Охім (дав.-гр. Ὄχιμος) — персонаж давньогрецької міфології, один з синів Геліадів бога Геліоса та Роди, брат Електріони та Кірки. 
Геліади перевершували інших людей у різних науках, особливо в астрології, зробили багато відкриттів в області мореплавання, а також розділили добовий час на години. Тенаг був самим обдарованим з них, тому й був убитий через заздрість чотирма своїми братами (Макареєм, Тріопом, Актієм, Кандалом) через заздрощі. Після того, як злочин розкрито, винні втекли з Родосу, а Керкаф і Охім, які не брали участь у цьому злочині, залишилися. Через деякий час Охім, що як старший син Геліоса, став правити островом і одружився з німфою Гіторією, вирішив віддати свою дочку Кідіппу заміж герою Окрідіону, але Керкаф, який був закоханий у племінницю, намовив вісника відвести її до нього. Взнавши про це Охім дуже розгнівався, через що Керкаф і Кідіппа втекли з Родоса і повернулися лише тоді, як Охім дуже постарів.